# Paisatge en Port-Villez
Paisatge en Port-Villez és una pintura de l'artista impressionista Claude Monet executada en 1883. Forma part de la col·lecció del Museu Soumaya en la Ciutat de Mèxic.

## Descripció de l'obra
En el paisatge plasmat per Monet s'observa en el fons el turó de Port-Villez, ciutat situada en el departament de Yvelines a uns quilòmetres al sud de Giverny. Aquest s'aixeca sobre unes petites illes i en la part inferior va plasmar una sèrie de cases en part cobertes per una de les illes. Un dels aspectes que destaca en el quadre és el riu Sena a causa de la forma de plasmar els reflexos en l'aigua, molt característic d'altres obres de l'artista, així com les vibracions de l'herba del primer pla. Aquests últims aspectes són un exemple del plenairisme
o pràctica de la pintura al plein-air (a l'aire lliure).
A la paleta de colors usada per l'autor dominen diferents tonalitats de verd i blaus, en contenir el paisatge majoritàriament aigua i pasturatges, mateixa que usa en altres quadres, especialment durant la seva estada en Giverny.

## Els anys en Giverny
Al maig de 1883, Monet i la seva família rentaron una casa en Giverny, la qual comptava amb un petit estudi on treballava, horts i un petit jardí que més tard es convertiria en un dels principals passatemps de l'artista així com centre de la seva inspiració. Va ser precisament, en aquest any en què va executar el Paisatge en Port-Villez, comuna que quedava a uns pocs quilòmetres i de la qual va elaborar una sèrie de quadres.

Així mateix, aquesta pintura és referida, juntament amb altres sis, en la correspondència que Monet va establir amb Paul Durand-Ruel al novembre d'aquest any, i que més tard la galeria d'aquest comerciant adquiriria i exposaria a París i Nova York en 1911.

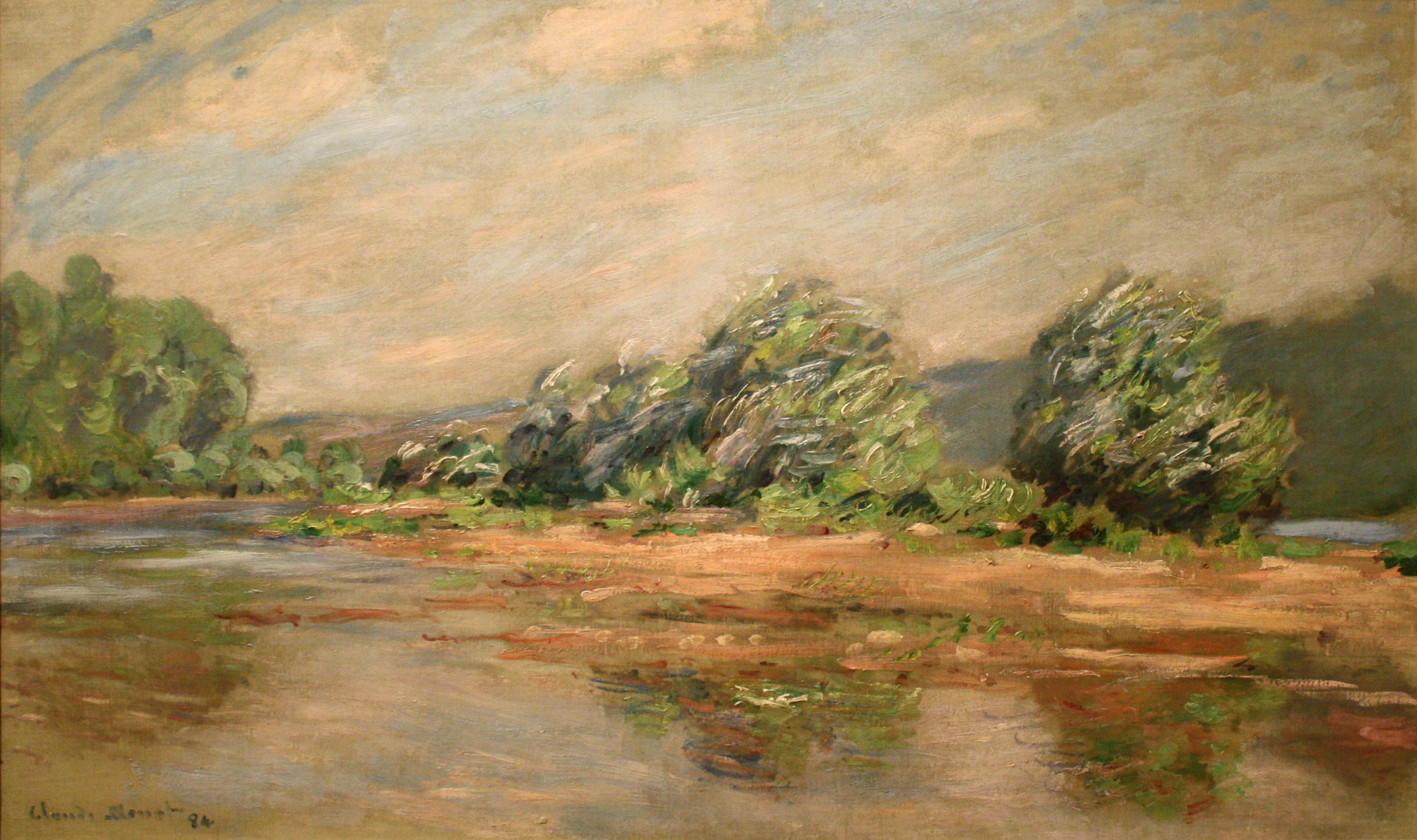
Seine à Port-Villez (1884)
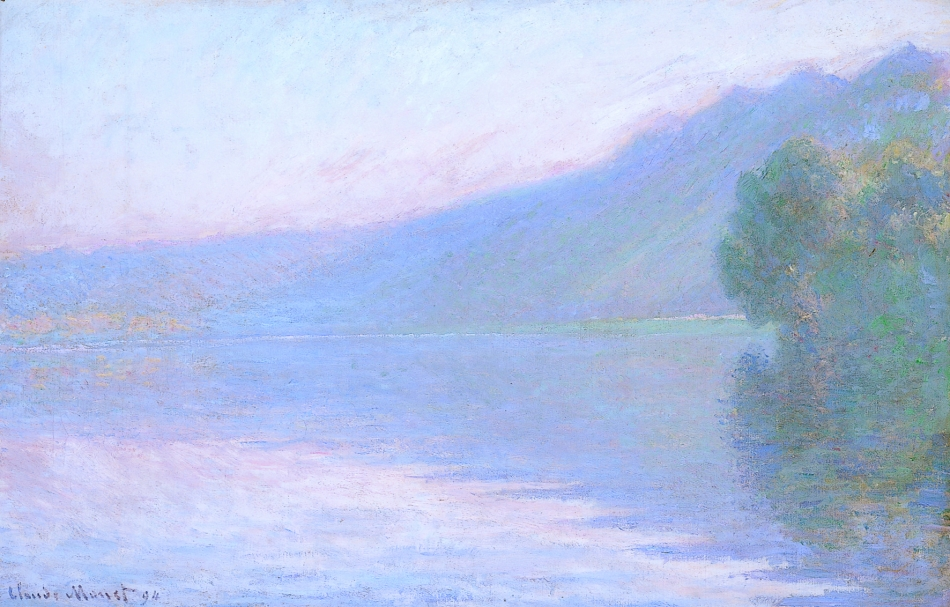
La Seine à Port-Villez (1894)